# Ludwig Folliot de Crenneville
Gróf Ludwig Folliot de Crenneville, teljes nevén Franz Maria Johann Folliot de Crenneville-Poutet, magyarosan Ferenc de Crenneville (Sopron, 1815. március 22. – Gmunden, 1888. június 22.) osztrák tábornok, Erdély kormányzója.

## Élete
Kiképeztetését a velencei tengerészeti intézetben nyerte, és 1831-ben az osztrák seregben hadnagy lett. Ettől kezdve gyorsan emelkedett a katonai rangfokozaton. 1848
-ban ezredes és a császár szárnysegéde lett. 1849-ben mint egy gránátos zászlóalj vezére, a szárd-piemontiak és Garibaldi ellen harcolt. 1850-ben tábornokká, majd dandárnokká léptették elő, és mint ilyen több éven át volt parancsnoka az Itáliában állomásozó osztrák csapatoknak. 1857-től altábornagy, azután erdélyi és horvátországi hadosztályparancsnok volt. Részt vett továbbá az 1859. évi szárd háborúban. 
A háború után titkos tanácsos, a hadsereg főparancsnokságának elnöke, a császár első szárnysegéde, s mint ilyen a központi iroda főnöke és személyes ügyekben előadója lett. Az 1860-as évek elején meglehetős befolyást gyakorolt az udvarban, egészen az alkotmányos éra kezdetéig. 1867-ben I. Ferenc József főkamarássá nevezte ki. Amikor 1867 után civil ruhában beutazta Olaszországot, ahol évekkel azelőtt szigorú uralmat vitt, Livornóban merényletet intéztek élete ellen. A gyilkos azonban nem Folliot-t, hanem annak kísérőjét, az osztrák konzult sebesítette meg.